# Авра-Вейлі
Авра-Вейлі (англ. Avra Valley) — переписна місцевість (CDP) в США, в окрузі Піма штату Аризона. Населення — 5569 осіб (2020).

## Географія
Авра-Вейлі розташована за координатами 32°25′10″ пн. ш. 111°20′21″ зх. д. / 32.41944° пн. ш. 111.33917° зх. д. (32.419517, -111.339266). За даними Бюро перепису населення США в 2010 році переписна місцевість мала площу 57,47 км², уся площа — суходіл.

### Клімат
| Клімат : Авра-Вейлі     | Клімат : Авра-Вейлі | Клімат : Авра-Вейлі | Клімат : Авра-Вейлі | Клімат : Авра-Вейлі | Клімат : Авра-Вейлі | Клімат : Авра-Вейлі | Клімат : Авра-Вейлі | Клімат : Авра-Вейлі | Клімат : Авра-Вейлі | Клімат : Авра-Вейлі | Клімат : Авра-Вейлі | Клімат : Авра-Вейлі | Клімат : Авра-Вейлі |
| Показник                | Січ.                | Лют.                | Бер.                | Квіт.               | Трав.               | Черв.               | Лип.                | Серп.               | Вер.                | Жовт.               | Лист.               | Груд.               | Рік                 |
| Абсолютний максимум, °C | 30,6                | 32,2                | 36,1                | 40,0                | 42,2                | 46,1                | 45,6                | 45,0                | 42,8                | 41,1                | 35,0                | 31,1                | 46,1                |
| Середній максимум, °C   | 18,9                | 20,6                | 23,9                | 28,3                | 33,3                | 38,3                | 38,3                | 37,2                | 35,6                | 30,0                | 23,9                | 18,9                | 29,0                |
| Середня температура, °C | 11,7                | 13,3                | 16,1                | 20,0                | 25,0                | 29,4                | 31,1                | 30,0                | 27,8                | 22,2                | 16,1                | 11,7                | 21,2                |
| Середній мінімум, °C    | 3,9                 | 5,6                 | 7,8                 | 11,7                | 16,1                | 20,6                | 23,3                | 22,2                | 20,0                | 13,9                | 7,8                 | 3,9                 | 13,1                |
| Абсолютний мінімум, °C  | −9,4                | −7,2                | −3,3                | −2,8                | 5,6                 | 10,6                | 10,6                | 7,8                 | 7,8                 | 1,7                 | −3,3                | −6,1                | −9,4                |
| ----------------------- | ------------------- | ------------------- | ------------------- | ------------------- | ------------------- | ------------------- | ------------------- | ------------------- | ------------------- | ------------------- | ------------------- | ------------------- | ------------------- |
| Джерело:                |                     |                     |                     |                     |                     |                     |                     |                     |                     |                     |                     |                     |                     |

## Демографія
Згідно з переписом 2010 року, у переписній місцевості мешкало 6050 осіб у 2177 домогосподарствах у складі 1585 родин. Густота населення становила 105 осіб/км². Було 2487 помешкань (43/км²).
Расовий склад населення:
| - 82,6 % — білих - 2,3 % — корінних американців - 1,9 % — чорних або афроамериканців - 0,3 % — азіатів - 0,1 % — вихідців з тихоокеанських островів - 9,1 % — осіб інших рас |

До двох чи більше рас належало 3,5 %. Частка іспаномовних становила 22,8 % від усіх жителів.
За віковим діапазоном населення розподілялося таким чином: 24,6 % — особи молодші 18 років, 62,5 % — особи у віці 18—64 років, 12,9 % — особи у віці 65 років та старші. Медіана віку мешканця становила 40,3 року. На 100 осіб жіночої статі у переписній місцевості припадало 103,3 чоловіків; на 100 жінок у віці від 18 років та старших — 101,9 чоловіків також старших 18 років.
Середній дохід на одне домашнє господарство становив 57 733 долари США (медіана — 49 902), а середній дохід на одну сім'ю — 72 363 долари (медіана — 64 606). За межею бідності перебувало 13,3 % осіб, у тому числі 10,4 % дітей у віці до 18 років та 9,6 % осіб у віці 65 років та старших.
Цивільне працевлаштоване населення становило 1955 осіб. Основні галузі зайнятості: роздрібна торгівля — 18,2 %, освіта, охорона здоров'я та соціальна допомога — 16,8 %, публічна адміністрація — 11,3 %, науковці, спеціалісти, менеджери — 9,1 %.